# Klokoč (Detva)
Klokoč es un municipio del distrito de Detva en la región de Banská Bystrica, Eslovaquia, con una población estimada a final del año 2024 de 472 habitantes.
Se encuentra ubicado en el centro de la región, sobre los montes Centrales Eslovacos (Cárpatos occidentales) y a poca distancia al sur del río Hron —un afluente izquierdo del Danubio—.

## Demografía
| Año        | 1994 | 2004    | 2014    | 2024    |
| ---------- | ---- | ------- | ------- | ------- |
| Población  | 467  | 469     | 503     | 472     |
| Diferencia |      | +0,42 % | +7,24 % | −6,16 % |

| Año        | 2023 | 2024    |
| ---------- | ---- | ------- |
| Población  | 479  | 472     |
| Diferencia |      | −1,46 % |